# Сад имени Октябрьской Революции
Сад имени Октябрьской революции, также Парк имени Октябрьской революции — исторический сад в Оренбурге, расположенный на пересечении улиц Октябрьская и Комсомольская. Историческая площадь сада составляет 3,3 га.
Был разбит в начале XX века и носил название Никольский сад. Свое текущее название получил в 1926 году.